# Randal Falker
Randal Alan Falker (Saint Louis, 22 luglio 1985) è un ex cestista statunitense.

## Palmarès

### Squadra
- Campionato francese: 1

Cholet: 2009-10
- Match des Champions: 1

Cholet: 2010
- Coppa del Presidente: 1

Beşiktaş: 2012

### Individuale
- LNB Pro A MVP straniero: 1

Nancy: 2013-14